# Lorenz Landl
Lorenz Landl (* 4. Mai 1938 in Rohrbach bei Mattersburg) ist ein ehemaliger österreichischer Politiker (ÖVP) und Landesbeamter. Landl war von 1972 bis 1982 Bürgermeister der Marktgemeinde Rohrbach bei Mattersburg und von 1982 bis 1996 Abgeordneter zum Burgenländischen Landtag. 

## Leben
Landl wurde als Sohn des Gemeindedieners Lorenz Landl aus Rohrbach geboren und besuchte nach der Volksschule in Rohrbach die Hauptschule in Mattersburg. Danach erlernte er den Beruf des Maurers, legte die Gesellenprüfung ab und rückte am 1. Oktober 1957 zum Bundesheer ein, wo er zunächst seinen Präsenzdienst ableistete. Danach war er sieben Jahre lang als Militärmusiker in Eisenstadt aktiv, wobei er mehrere Dienstprüfungen und 1964 die B-Matura absolvierte. Mit dem 1. März 1965 trat er zum Burgenländischen Landesdienst über und wurde Beamter an der Bezirkshauptmannschaft Eisenstadt-Umgebung, 1977 wechselte er in die Agrarabteilung der Burgenländischen Landesregierung, wobei im 1979 der Berufstitel Amtsrat verliehen wurde. 
Landl gründete 1976 die Jugendmusikkapelle Rohrbach und legte 1977 die Kapellmeisterprüfung ab.

## Politik
Er war politisch ab 1967 als Ortsparteiobmann der ÖVP-Rohrbach aktiv und wurde 1968 zum Gemeinderat gewählt. 1972 stieg er zum Bürgermeister auf. Nach seiner Angelobung als Landtagsabgeordneter am 5. Juli 1982 zog sich Landl 1982 auf die Funktion des Vizebürgermeisters zurück, wobei er dieses Amt bis 1989 ausübte. Am 27. Juni 1996 schied er aus dem Landtag aus. Danach war er unter anderem als Bezirksobmann des ÖVP-Seniorenbundes aktiv.